# دانيال والدو
دانيال والدو (بالإنجليزية: Daniel Waldo) هو مبشر أمريكي، ولد في 10 سبتمبر 1762، وتوفي في 30 يوليو 1864.